# 玛莱奥提斯堑沟群
玛莱奥提斯堑沟群（Mareotis Fossae）是火星阿耳卡狄亚区中，位于北纬44度、西经75.3度的一群堑沟， 长约1860公里，其名称取自北纬32度、西经96度的一处反照率特征。

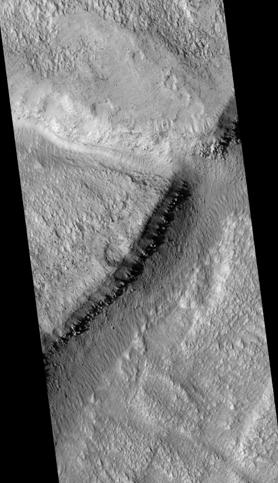
高分辨率成像科学设备显示的玛莱奥提斯堑沟群区